# Волейбол на Играх малых государств Европы 2017
Соревнования по волейболу на XVII Играх малых государств Европы проходили с 30 мая по 3 июня 2017 года в двух городах Сан-Марино (Серравалле и Сан-Марино) с участием 5 мужских и 6 женских национальных сборных команд. Было разыграно 2 комплекта наград. Чемпионские титулы выиграли: у мужчин — сборная Люксембурга, у женщин — сборная Кипра.

## Команды-участницы

### Мужчины
Исландия, Кипр, Люксембург, Монако, Сан-Марино.

### Женщины
Исландия, Кипр, Лихтенштейн, Люксембург, Мальта, Сан-Марино, .

## Система проведения турнира
5 команд-участниц турнира у мужчин и 6 у женщин провели однокруговые турниры, по результатам которого была определена итоговая расстановка мест. Первичным критерием при распределении мест является количество побед, затем — набранные очки, соотношение партий, соотношение игровых очков, результаты личных встреч.
За победы со счётом 3:0 и 3:1 команды получали по 3 очка, за победу 3:2 − 2, за поражение 2:3 — 1 очко, за поражения 0:3 и 1:3 очки не начислялись.

## Игровые арены
Мужской волейбольный турнир Игр проходил в крытой спортивной арене «Палестра Алессандро Казадеи» (Palestra Alessandro Casadei), расположенной в Серравалле. Арена построена в 1970 году. Вместимость трибун — 250 зрителей.
Женский турнир Игр проходил в крытой спортивной арене «Палестра Умберто Бриганти» (Palestra Umberto Briganti), расположенной в городе Сан-Марино. Арена построена в 1990 году. Вместимость трибун — 150 зрителей.

## Результаты

### Мужчины
| М | Команда    | 1   | 2   | 3   | 4   | 5   | И | В | П | С/П  | О  |
| - | ---------- | --- | --- | --- | --- | --- | - | - | - | ---- | -- |
| 1 | Люксембург |     | 3:2 | 3:0 | 3:0 | 3:0 | 4 | 4 | 0 | 12:2 | 11 |
| 2 | Кипр       | 2:3 |     | 3:0 | 3:1 | 3:1 | 4 | 3 | 1 | 11:5 | 10 |
| 3 | Сан-Марино | 0:3 | 0:3 |     | 3:2 | 3:1 | 4 | 2 | 2 | 6:9  | 5  |
| 4 | Монако     | 0:3 | 1:3 | 2:3 |     | 3:1 | 4 | 1 | 3 | 6:10 | 4  |
| 5 | Исландия   | 0:3 | 1:3 | 1:3 | 1:3 |     | 4 | 0 | 4 | 3:12 | 0  |

30 мая: Кипр — Исландия 3:1 (26:24, 25:11, 21:25, 25:17); Сан-Марино — Монако 3:2 (23:25, 25:20, 16:25, 30:28, 15:13).
31 мая: Люксембург — Исландия 3:0 (25:21, 25:19, 25:15); Кипр — Сан-Марино 3:0 (25:19, 25:20, 25:17).
1 июня: Монако — Исландия 3:1 (22:25, 25:21, 25:16, 25:15); Люксембург — Кипр 3:2 (18:25, 22:25, 25:21, 25:16, 25:23).
2 июня: Люксембург — Монако 3:0 (25:16, 25:19, 25:20); Сан-Марино — Исландия 3:1 (22:25, 29:27, 25:12, 25:16).
3 июня: Кипр — Монако 3:1 (25:15, 20:25, 25:21, 25:19); Люксембург — Сан-Марино 3:0 (25:21, 25:19, 25:17).

### Женщины
| М | Команда     | 1   | 2   | 3   | 4   | 5   | 6   | И | В | П | С/П   | О  |
| - | ----------- | --- | --- | --- | --- | --- | --- | - | - | - | ----- | -- |
| 1 | Кипр        |     | 2:3 | 3:2 | 3:1 | 3:0 | 3:0 | 5 | 4 | 1 | 14:6  | 12 |
| 2 | Сан-Марино  | 3:2 |     | 3:2 | 2:3 | 3:0 | 3:0 | 5 | 4 | 1 | 14:7  | 11 |
| 3 | Люксембург  | 2:3 | 2:3 |     | 3:2 | 3:0 | 3:0 | 5 | 3 | 2 | 13:8  | 10 |
| 4 | Исландия    | 1:3 | 3:2 | 2:3 |     | 3:0 | 3:2 | 5 | 3 | 2 | 12:10 | 8  |
| 5 | Мальта      | 0:3 | 0:3 | 0:3 | 0:3 |     | 3:1 | 5 | 1 | 4 | 3:13  | 3  |
| 6 | Лихтенштейн | 0:3 | 0:3 | 0:3 | 2:3 | 1:3 |     | 5 | 0 | 5 | 3:15  | 1  |

30 мая: Люксембург — Лихтенштейн 3:0 (25:23, 25:18, 25:14); Кипр — Исландия 3:1 (25:22, 22:25, 25:22, 25:14); Сан-Марино — Мальта 3:0 (25:12, 25:16, 25:11).
31 мая: Кипр — Люксембург 3:2 (25:19, 21:25, 22:25, 25:11, 15:13); Мальта — Лихтенштейн 3:1 (25:15, 22:25, 25:23, 25:21); Исландия — Сан-Марино 3:2 (25:21, 20:25, 20:25, 25:16, 15:7).
1 июня: Кипр — Лихтенштейн 3:0 (25:8, 25:16, 25:13); Исландия — Мальта 3:0 (25:20, 25:22, 25:20); Сан-Марино — Люксембург 3:2 (25:15, 20:25, 19:25, 25:22, 15:8).
2 июня: Кипр — Мальта 3:0 (25:7, 25:19, 25:19); Люксембург — Исландия 3:2 (23:25, 23:25, 25:15, 29:27, 15:10); Сан-Марино — Лихтенштейн 3:0 (25:22, 25:18, 25:17).
3 июня: Люксембург — Мальта 3:0 (25:13, 25:23, 25:20); Исландия — Лихтенштейн 3:2 (25:11, 23:25, 25:20, 17:25, 15:11); Сан-Марино — Кипр 3:2 (20:25, 25:22, 25:20, 23:25, 15:12).

## Итоги

### Положение команд
| Мужчины     | Женщины        |
| ----------- | -------------- |
| Люксембург  | Кипр           |
| Кипр        | Сан-Марино     |
| Сан-Марино  | Люксембург     |
| 4. Монако   | 4. Исландия    |
| 5. Исландия | 5. Мальта      |
|             | 6. Лихтенштейн |

### Призёры

#### Мужчины
Люксембург: Доминик Юси, Оливье де Кастро, Матея Гайин, Камиль Рыхлицки, Арно Маро, Жиль Браас, Ян Люкс, Стив Вебер, Тим Лавар, Янник Эрпельтинг, Крис Цюйдберг, Янис Фрейденфелс. Главный тренер — Дитер Шолль.
  Кипр: Георгиос Хризостому, Николаос Элефтериу, Ахиллеас Петрокидис, Антонис Кристофи, Димитрис Апостолу, Габриэль Георгиу, Владимир Кнежевич, Иоаннис Контос, Христос Пападопулос, Ангелос Алексиу, Антимос Экономидис, Маринос Папахристодулу. Главный тренер — Эвангелос Кутулеас.
  Сан-Марино: Марко Ронделли, Маттео Дзондзини, Паоло Крочани, Джулиано Вануччи, Федерико Тентони, Николас Фаринелли, Лоренцо Бенвенути, Иван Стефанелли, Андреа Лаццарини, Франческо Табарини, Валерио Гваньелли, Давид Дзондзини. Главный тренер — Стефано Машетти.

#### Женщины
Кипр: Аспасия Хаджихристодулу, София Манитару, Вероника Юдима, Христиана Давид, Эвита Леониду, Стелла Иоанну, Андреа Хараламбус, Василики Хатциконстанти, Андри Иордану, Иоанна Леониду, Катерина Закхеу, Эрика Зембила. Главный тренер — Петрос Пациас.
  Сан-Марино: Федерика Мацца, Саманта Гьярди, Кристина Баччокки, Элиза Ридольфи, Джулия Томазуччи, Элиза Паренти, Кьяра Паренти, Элиза Вануччи, Элиза Моролли, Валерия Бенвенути, Франческа Роза, Анита Магалотти. Главный тренер — Луиджи Моролли.
  Люксембург: Карла Мулли, Бетти Хоффман, Натали Браас, Изабель Фриш, Анналена Мах, Анне-Катрине Боллендорф, Коринн Штейнбах, Яна Феллер, Мари-Лу Боллендорф, Марис Велш, Мишель Бройер, Карла Франк. Главный тренер — Детлеф Шёнберг.